# Hesperidă

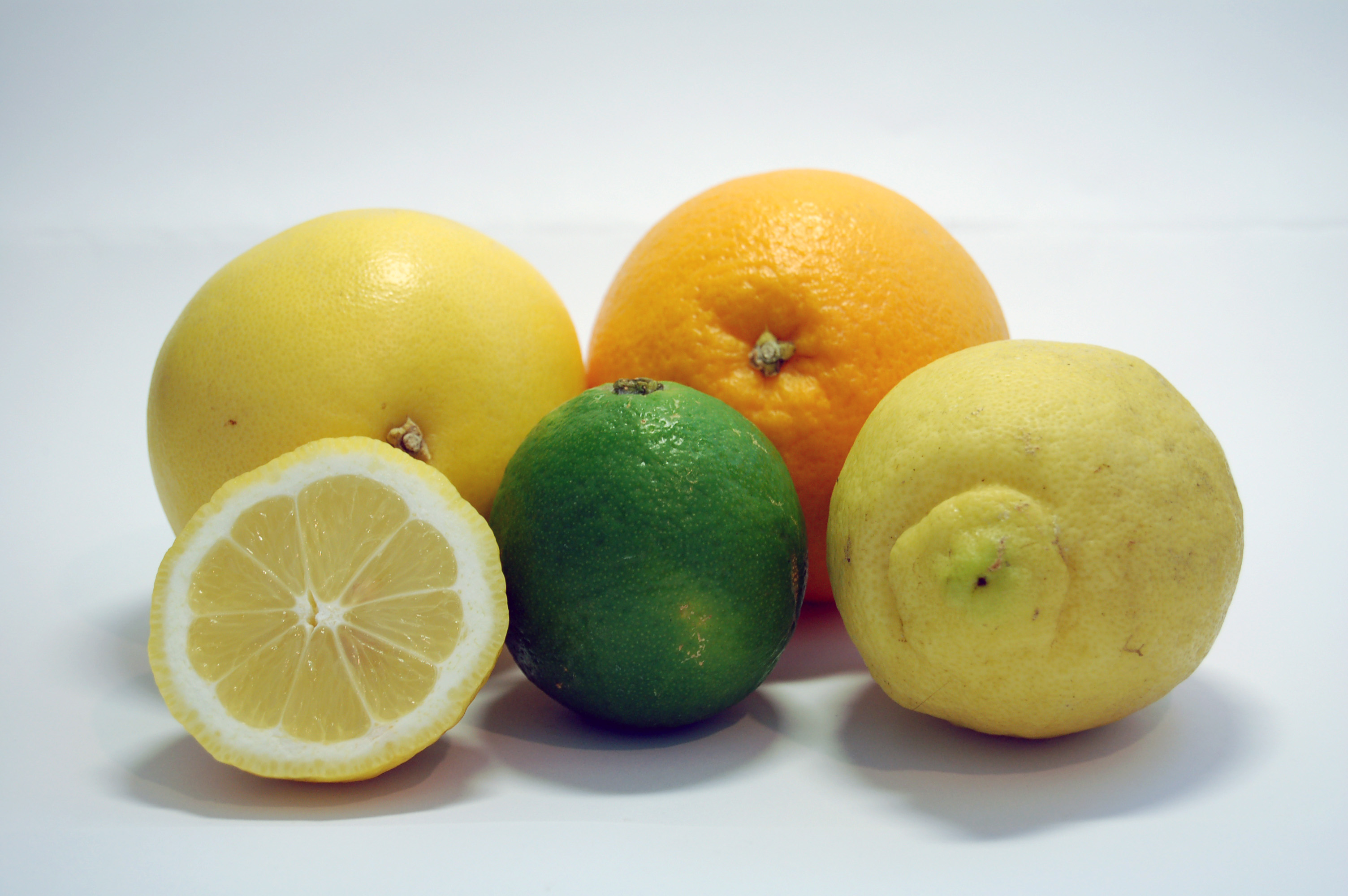
Exemple de hesperide

Hesperida este un fruct baciform caracteristic plantelor din genul Citrus. Spre deosebire de poamă, de exemplu mărul, hesperida derivă dintr-un ovar superior, un ovar complet separat de caliciu. Pe lângă citrice, acest fruct poate fi întâlnit la alte cinci genuri: Poncirus, Fortunella, Microcitrus, Eremocitrus și Clymenia. Mărimea hesperidelor variază de la aproape 2,25 cm la kumquat (Fortunella sp.) la mai mult de 20 cm în diametru la pomelo (C. grandis). Forma este de asemenea variabilă: turtită la grepfrut, mandarină și tangerină, globoasă spre ovală la portocală, oblongă la lămâie și sferică la limetă.

## Anatomie
Hesperida se formează dintr-un gineceu pentacarpelar, pentalocular, sincarp, cu placentație axilară. Exocarpul (flavedo) este compact, colenchimatic, cu buzunare secretoare ce conțin uleiuri esențiale (terpeni și compuși fenolici). Aceștia sunt responsabili de aroma dată atunci când coaja este consumată. Mezocarpul (albedo) este uscat, alb, subțire, din celule dispuse lax, cu spații mari aerifere. Endocarpul cărnos este format din celule fusiforme mari, vizibile cu ochiul liber, bogate în acizi organici, vitamine etc.